# Ma Jia
Ma Jia (* 17. Februar 2002) ist ein chinesischer Leichtathlet, der sich auf den Hochsprung spezialisiert hat.

## Sportliche Laufbahn
Erste internationale Erfahrungen sammelte Ma Jia im Jahr 2019, als er bei den Jugendasienmeisterschaften in Hongkong mit übersprungenen 2,16 m die Silbermedaille im Hochsprung gewann. 2024 gewann er dann bei den Hallenasienmeisterschaften in Teheran mit 2,15 m die Bronzemedaille hinter den Japanern Ryōichi Akamatsu und Yūto Seko.